# Robert James Waller
Robert James Waller (Charles City, 1º agosto 1939 – Fredericksburg, 10 marzo 2017) è stato uno scrittore e docente statunitense noto per il bestseller I ponti di Madison County. Si occupò anche di musica e fotografia.

## Biografia
Dopo le lauree nel 1962 e 1964 all'University of Northern Iowa (allora Iowa State Teachers College). ottenne un PhD in business alla Kelley School of Business all'Indiana University Bloomington nel 1968.
Alla fine dello stesso anno iniziò ad insegnare management ed economia nell'università in cui si era laureato, e nel 1977 divenne professore ordinario. Divenne poi rettore del College of Business nel 1980 rimanendovi fino al 1986. Nel 2000 fece una notevole donazione all'Indiana University.
Molti dei suoi libri sono apparsi sulla lista dei bestseller del New York Times e fra questi il suo libro di maggior successo, I ponti di Madison County che fu il più venduto nel 1993. Sia quest'ultimo che L'ultima notte a Puerto Vallarta (Puerto Vallarta Squeeze, 1995) sono stati trasposti cinematograficamente. Waller risiedeva in Texas.
Nel 1997 il suo matrimonio di 35 anni si concluse con un divorzio dopo che la moglie Georgia lo affrontò sul suo rapporto con Linda Bow, mentre tutti e tre viaggiavano insieme in India, ed egli le dichiarò il suo amore per Linda. Waller aveva assunto Linda nel 1995 per dare una mano nell'abbellimento dei 1.200 acri del ranch Firelight nel quale abitava con la moglie Georgia e la figlia Rachele.

## Opere

### Romanzi
- The bridges of Madison County, 1992.

I ponti di Madison County, Milano, Frassinelli, 1993. ISBN 88-7684-263-2.
- Slow waltz in Cedar Bend, 1993.

Valzer lento a Cedar Bend, Milano, Frassinelli, 1994. ISBN 88-7684-297-7.
- Puerto Vallarta Squeeze, 1995.

L'ultima notte a Puerto Vallarta, Milano, Frassinelli, 1995. ISBN 88-7684-352-3.
- Border Music, 1995.
- A Thousand Country Roads, 2002.

La strada dei ricordi, Milano, Frassinelli, 2003. ISBN 88-7684-745-6.
- High Plains Tango, 2005.

La musica delle pianure, Milano, Frassinelli, 2009. ISBN 978-88-88320-25-0.
- The Long Night of Winchell Dear, 2007.

La lunga notte, Milano, Frassinelli, 2008. ISBN 978-88-7684-997-8.

### Raccolte
- Just Beyond the Firelight (1988)

### Saggi
- One Good Road is Enough (1990)
- Iowa: Perspectives on Today and Tomorrow (1991)
- Old Songs in a New Café (1994)
- Images (1994)[4]
- The Summer Nights Never End...Until They Do: Life, Liberty, and the Lure of the Short-Run (2012)

### Musica
- The Ballads of Madison County: A Collection of Songs